# Fussball-Club Rot-Weiß Erfurt 1999-2000
Questa voce raccoglie le informazioni riguardanti il Fussball-Club Rot-Weiß Erfurt nelle competizioni ufficiali della stagione 1999-2000.

## Stagione
Nella stagione 1999-2000 il Rot Weiss Erfurt, allenato da Jürgen Raab, concluse il campionato di Regionalliga nordest al 7º posto e vinse i play-out con il Schönberg.

## Rosa
| N. |                     | Ruolo | Calciatore       |
| -- | ------------------- | ----- | ---------------- |
| 11 | Germania (bandiera) | A     | Ronny Hebestreit |
| 19 | Germania (bandiera) | C     | Silvio Pätz      |
| 22 | Germania (bandiera) | D     | Danny Bach       |
| 28 | Germania (bandiera) | D     | Norman Loose     |
|    | Germania (bandiera) | P     | Steffen Kraus    |
|    | Croazia (bandiera)  | D     | Petar Butkovic   |
|    | Germania (bandiera) | D     | Clemens Fritz    |
|    | Germania (bandiera) | D     | Jens Große       |
|    | Germania (bandiera) | D     | Heiko Nowak      |
|    | Germania (bandiera) | D     | André Tews       |
|    | Germania (bandiera) | C     | Heiko Cramer     |
|    | Germania (bandiera) | C     | Marco Engelhardt |

| N. |                      | Ruolo | Calciatore        |
| -- | -------------------- | ----- | ----------------- |
|    | Germania (bandiera)  | C     | Christian Ertmer  |
|    | Germania (bandiera)  | C     | Ayhan Gezen       |
|    | Germania (bandiera)  | C     | Nico Kiehn        |
|    | Germania (bandiera)  | C     | Thomas Münzberg   |
|    | Germania (bandiera)  | C     | Nico Scheller     |
|    | Germania (bandiera)  | C     | Piet Schönberg    |
|    | Slovenia (bandiera)  | C     | Sandi Valentinčič |
|    | Germania (bandiera)  | C     | Jan Wehrmann      |
|    | Germania (bandiera)  | A     | Heiko Liebers     |
|    | Ungheria (bandiera)  | A     | Gabor Nagy        |
|    | Rep. Ceca (bandiera) | A     | Petr Němec        |

## Organigramma societario
Area tecnica
- Allenatore: Frank Engel, Jürgen Raab
- Allenatore in seconda:
- Preparatore dei portieri:
- Preparatori atletici:
- Analisi video:

## Calciomercato

### Sessione estiva
| Acquisti | Acquisti          | Acquisti          | Acquisti |
| R.       | Nome              | da                | Modalità |
| -------- | ----------------- | ----------------- | -------- |
| C        | Heiko Cramer      | Zwickau           |          |
| D        | Petar Butkovic    | Croatia Berlino   |          |
| D        | Clemens Fritz     | Lokomotive Lipsia |          |
| C        | Ayhan Gezen       | BFC Dynamo        |          |
| A        | Heiko Liebers     | Neukirchen        |          |
| D        | Norman Loose      | Lokomotive Lipsia |          |
| A        | Gabor Nagy        | Dinamo Dresda     |          |
| A        | Petr Němec        | Vítkovice         |          |
| D        | Carsten Sänger    | Carl Zeiss Jena   |          |
| C        | Sandi Valentinčič | Korotan Prevalje  |          |

| Cessioni | Cessioni           | Cessioni           | Cessioni |
| R.       | Nome               | a                  | Modalità |
| -------- | ------------------ | ------------------ | -------- |
| A        | Denis Koslov       | BFC Dynamo         |          |
| D        | Ronny Fuhrmann     | SV 09 Arnstadt     |          |
| P        | Rainer Hoffmeister | Erfurt Nord        |          |
| C        | Armando Mlinar     | Domžale            |          |
| C        | Miloš Nedić        | MTV Wolfenbüttel   |          |
| C        | Stefan Otto        | Südharz Walkenried |          |
| C        | Stefan Treitl      | Carl Zeiss Jena    |          |

### Sessione invernale
| Acquisti | Acquisti         | Acquisti         | Acquisti |
| R.       | Nome             | da               | Modalità |
| -------- | ---------------- | ---------------- | -------- |
| A        | Ronny Hebestreit | Bayern Monaco II |          |

| Cessioni | Cessioni         | Cessioni        | Cessioni |
| R.       | Nome             | a               | Modalità |
| -------- | ---------------- | --------------- | -------- |
| C        | Gediminas Sugzda | Carl Zeiss Jena |          |

## Risultati

### Regionalliga nordest

#### Girone di andata
| Arbitro: | Schößling |

|  |           |           |
|  | Marcatori | 27’ Menze |

| Arbitro: | Häcker |

|                          |           |  |
| Schade 29’ Pawłuszek 70’ | Marcatori |  |

| Arbitro: | Bley |

|            |           |  |
| Koslov 42’ | Marcatori |  |

| Arbitro: | Ruzik |

|                 |           |  |
| Bustos 29’, 33’ | Marcatori |  |

| Arbitro: | Sax |

|           |           |  |
| Gezen 35’ | Marcatori |  |

| Arbitro: | Scheibel |

|                               |           |                        |
| Taljević 36’, 37’ Pantios 90’ | Marcatori | 2’ Gezen 78’ Schönberg |

| Arbitro: | Fleske |

|          |           |  |
| Pätz 83’ | Marcatori |  |

| Arbitro: | Voigt |

|                  |           |          |
| Große 49’ (aut.) | Marcatori | 44’ Tews |

| Arbitro: | Wehnert |

|            |           |           |
| Lorenz 39’ | Marcatori | 4’ Sugzda |

| Arbitro: | Sather |

|           |           |  |
| Große 22’ | Marcatori |  |

| Arbitro: | Reimer |

|                                          |           |                                |
| Jonekeit 16’, 55’ Embingou 51’ Sadlo 89’ | Marcatori | 4’ Němec 37’ Fritz 76’ Liebers |

| Arbitro: | Sturm |

|                         |           |           |
| Němec 3’ Engelhardt 57’ | Marcatori | 89’ Hanke |

| Arbitro: | Häcker |

|                                                 |           |  |
| Bergner 10’ Schiemann 15’ Zimmerling 37’ (rig.) | Marcatori |  |

| Arbitro: | Robel |

|            |           |  |
| Cramer 88’ | Marcatori |  |

| Arbitro: | Kokel |

|          |           |          |
| Berg 69’ | Marcatori | 21’ Bach |

| Arbitro: | Ruzik |

|                        |           |             |
| Scheller 16’ Fritz 85’ | Marcatori | 86’ Kirsten |

| Arbitro: | Kruse |

|             |           |                 |
| Nowotny 41’ | Marcatori | 75’ Valentinčič |

#### Girone di ritorno
| Arbitro: | Reck |

|                                   |           |  |
| Koilov 9’ Härtel 55’ Balcárek 77’ | Marcatori |  |

| Arbitro: | Oehme |

|                |           |  |
| Hebestreit 52’ | Marcatori |  |

| Arbitro: | Wehnert |

|            |           |                           |
| Koslov 60’ | Marcatori | 14’ Hebestreit 77’ Cramer |

| Arbitro: | Sax |

|             |           |  |
| Liebers 90’ | Marcatori |  |

| Arbitro: | Binkowski |

|                         |           |                |
| Brestrich 23’ Reich 82’ | Marcatori | 41’, 43’ Němec |

| Arbitro: | Reimer |

|                                   |           |                               |
| Hebestreit 12’, 50’ Schönberg 55’ | Marcatori | 11’ Aksoy 28’ (rig.) Muschiol |

| Arbitro: | Bley |

|                                 |           |            |
| Mašlej 3’ Winkler 15’ Papić 88’ | Marcatori | 71’ Cramer |

| Arbitro: | Melms |

|                         |           |          |
| Tews 44’ Hebestreit 45’ | Marcatori | 13’ Jank |

| Arbitro: | Gräfe |

|                      |           |            |
| Schönberg 44’ (rig.) | Marcatori | 1’ Küntzel |

| Arbitro: | Kokel |

|                       |           |           |
| Glöden 24’ Köhler 85’ | Marcatori | 90’ Gezen |

| Arbitro: | Richter |

|               |           |  |
| Schönberg 36’ | Marcatori |  |

| Arbitro: | Ranft |

|                       |           |  |
| Popović 61’ Hanke 65’ | Marcatori |  |

| Arbitro: | Heynemann |

|                                  |           |               |
| Cramer 13’ (rig.) Hebestreit 72’ | Marcatori | 85’ Filipović |

| Arbitro: | Scheibel |

|  |           |           |
|  | Marcatori | 37’ Fritz |

| Arbitro: | Zschoke |

|                |           |  |
| Engelhardt 30’ | Marcatori |  |

| Arbitro: | Robel |

|                       |           |  |
| Sionko 60’ Pagels 82’ | Marcatori |  |

| Arbitro: | Wagner |

|                       |           |  |
| Liebers 60’ Fritz 67’ | Marcatori |  |

## Statistiche

### Statistiche di squadra
| Competizione         | Punti | In casa | In casa | In casa | In casa | In casa | In casa | In trasferta | In trasferta | In trasferta | In trasferta | In trasferta | In trasferta | Totale | Totale | Totale | Totale | Totale | Totale | DR |
| Competizione         | Punti | G       | V       | N       | P       | Gf      | Gs      | G            | V            | N            | P            | Gf           | Gs           | G      | V      | N      | P      | Gf     | Gs     | DR |
| -------------------- | ----- | ------- | ------- | ------- | ------- | ------- | ------- | ------------ | ------------ | ------------ | ------------ | ------------ | ------------ | ------ | ------ | ------ | ------ | ------ | ------ | -- |
| Regionalliga nordest | 57    | 17      | 15      | 1       | 1       | 23      | 8       | 17           | 2            | 5            | 10           | 16           | 33           | 34     | 17     | 6      | 11     | 39     | 41     | -2 |
| Totale               | 57    | 17      | 15      | 1       | 1       | 23      | 8       | 17           | 2            | 5            | 10           | 16           | 33           | 34     | 17     | 6      | 11     | 39     | 41     | -2 |

### Andamento in campionato
| Giornata  | 1  | 2  | 3  | 4  | 5  | 6  | 7  | 8  | 9  | 10 | 11 | 12 | 13 | 14 | 15 | 16 | 17 | 18 | 19 | 20 | 21 | 22 | 23 | 24 | 25 | 26 | 27 | 28 | 29 | 30 | 31 | 32 | 33 | 34 |
| --------- | -- | -- | -- | -- | -- | -- | -- | -- | -- | -- | -- | -- | -- | -- | -- | -- | -- | -- | -- | -- | -- | -- | -- | -- | -- | -- | -- | -- | -- | -- | -- | -- | -- | -- |
| Luogo     | C  | T  | C  | T  | C  | T  | C  | T  | T  | C  | T  | C  | T  | C  | T  | C  | T  | T  | C  | T  | C  | T  | C  | T  | C  | C  | T  | C  | T  | C  | T  | C  | T  | C  |
| Risultato | P  | P  | V  | P  | V  | P  | V  | N  | N  | V  | P  | V  | P  | V  | N  | V  | N  | P  | V  | V  | V  | N  | V  | P  | V  | N  | P  | V  | P  | V  | V  | V  | P  | V  |
| Posizione | 14 | 17 | 11 | 17 | 12 | 14 | 11 | 12 | 13 | 9  | 10 | 8  | 10 | 7  | 7  | 6  | 6  | 8  | 6  | 6  | 6  | 6  | 6  | 8  | 6  | 6  | 7  | 7  | 7  | 7  | 7  | 7  | 7  | 7  |

Legenda:

Luogo: C = Casa; T = Trasferta. Risultato: V = Vittoria; N = Pareggio; P = Sconfitta.

### Statistiche dei giocatori
| D. Bach        | 23 | 1 | 7  | 1 |
| P. Butkovic    | 13 | 0 | 0  | 0 |
| H. Cramer      | 21 | 4 | 4  | 0 |
| M. Engelhardt  | 26 | 2 | 6  | 0 |
| C. Ertmer      | 0  | 0 | 0  | 0 |
| C. Fritz       | 25 | 4 | 3  | 1 |
| A. Gezen       | 19 | 3 | 4  | 0 |
| J. Große       | 30 | 1 | 1  | 0 |
| R. Hebestreit  | 16 | 6 | 5  | 0 |
| N. Kiehn       | 1  | 0 | 0  | 0 |
| D. Koslov      | 9  | 1 | 1  | 0 |
| S. Kraus       | 34 | 0 | 3  | 0 |
| H. Liebers     | 25 | 3 | 2  | 0 |
| N. Loose       | 32 | 0 | 3  | 0 |
| T. Münzberg    | 0  | 0 | 0  | 0 |
| G. Nagy        | 7  | 0 | 2  | 0 |
| P. Nemec       | 30 | 4 | 4  | 0 |
| H. Nowak       | 27 | 0 | 8  | 0 |
| S. Pätz        | 9  | 1 | 1  | 0 |
| N. Scheller    | 28 | 1 | 8  | 1 |
| P. Schönberg   | 31 | 4 | 7  | 1 |
| G. Sugzda      | 11 | 1 | 2  | 1 |
| C. Sänger      | 8  | 0 | 0  | 0 |
| A. Tews        | 31 | 2 | 11 | 1 |
| S. Valentinčič | 10 | 1 | 0  | 0 |
| J. Wehrmann    | 0  | 0 | 0  | 0 |